# 단 지파
단 지파는 이스라엘의 열두 지파 중 하나이다. 모세오경에 따르면 단 지파는 처음에는 가나안 서쪽 해안가의 땅을 배정받았으나, 점차 북쪽으로 위치를 옮겼다.

## 성경 기록

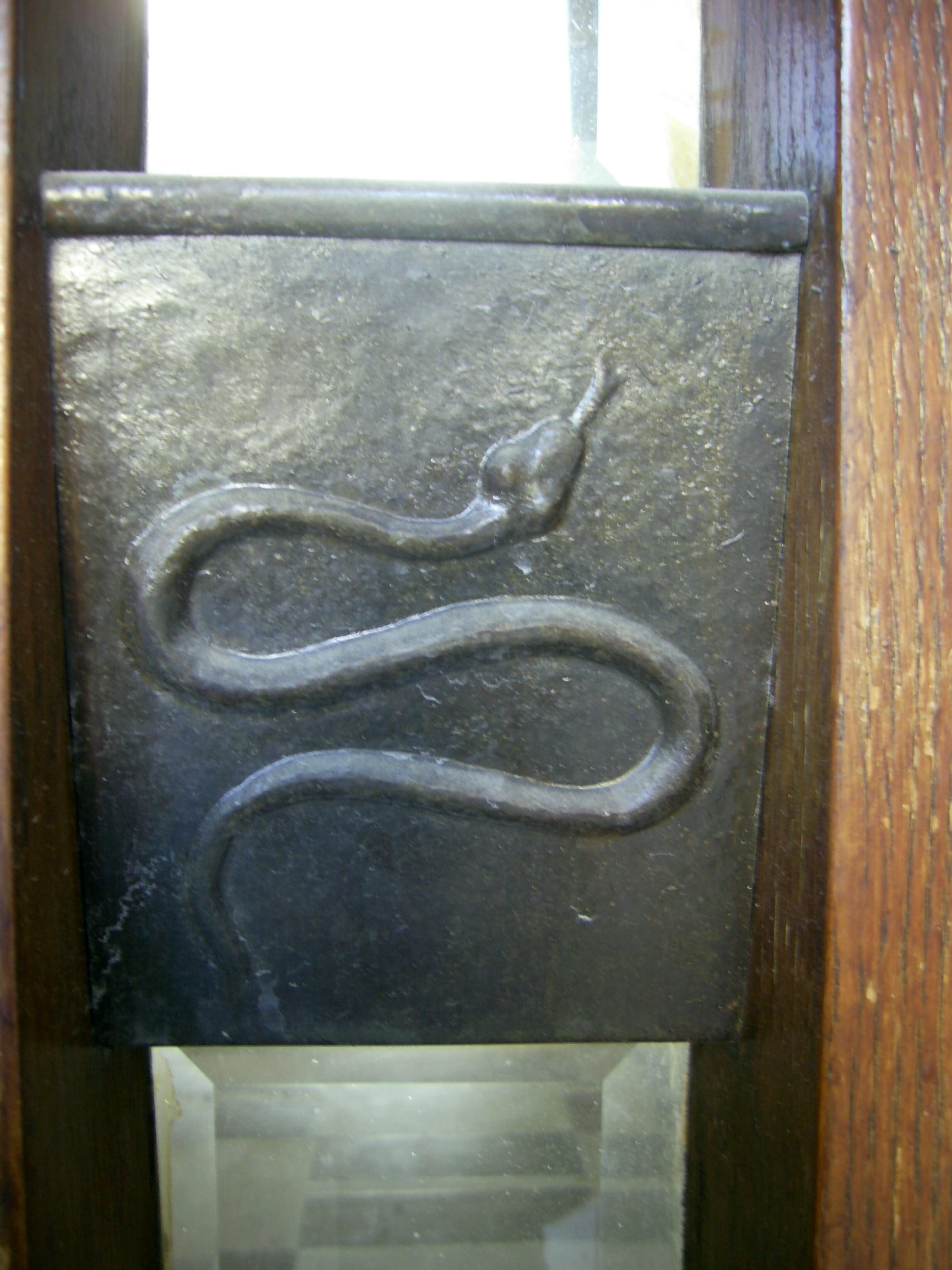
이스라엘의 최고 랍비의 집무실이었던 헤칼 솔로모의 문에 그려진 단 지파를 상징하는 뱀 문양

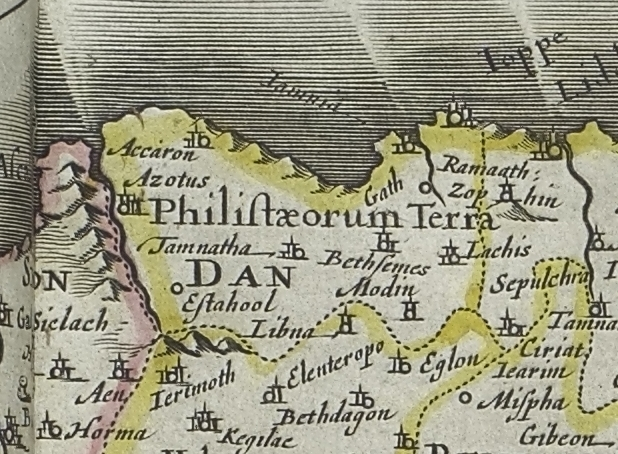
단 지파의 땅. 서쪽이 위쪽.

민수기에 나타나는 두 번의 인구조사에서 단 지파는 유다 지파 다음으로 인구가 많은 지파로 소개된다. 본문비평학자들은 이 인구조사를 기원전 7세기경에 구축된 제사장 문서에서 온 것으로 보고, 이 글을 편찬한 제사장 계층에게 유리하게 치우쳐진 부분이 있을 수 있다고 본다. 신명기 문서보다 살짝 이른 시기에 완성된 것으로 보이는 모세의 축복에서 단 지파는 "바산에서 뛰어나오는 사자의 새끼"로 묘사된다. 그러나 바산은 요르단강 동편이 있는 반면 단 지파가 차지했던 영역은 가나안 서쪽 해안지대였기 때문에 이 내용에 대해서는 아직 정설로 인정되는 해석이 존재하지 않는다.

### 가나안 정벌
여호수아기에서 이스라엘 백성들이 가나안을 정복한 뒤, 여호수아는 각 지파에게 가나안의 영토를 배정한다. 단 지파는 이 때 가장 마지막으로 호명되었다. 원래 단 지파에게 처음 주어졌던 땅은 유다 지파, 베냐민 지파, 에브라임 지파, 블레셋에 의해 둘러쌓인 작은 월경지의 형태였다.
단 지파의 영토 북쪽 경계는 욥바로, 현대의 야파이다. 단 지파의 영토는 원래도 크지 않았지만, 남쪽에 살던 블레셋인들의 위협으로 인해 더 작아졌다. 단 지파는 소렉 골짜기의 땅을 사수하여 그 지역은 현대에도 '단 지역'이라는 뜻의 '구슈 단'으로 불린다. 또한 레셈과 싸워 땅을 차지해 거주하였으므로 후에 납달리 지파 동북쪽의 도시도 단이라는 이름으로 불리게 되었다고 전한다. 단이 이 지역을 차지한 까닭에 '단에서 브엘세바에 이르기까지'라는 표현은 이스라엘 백성의 땅을 나타내는 표현으로 사용되었다.
여호수아에 의해 땅을 받은 뒤 이스라엘 왕국이 형성되기 전까지 단 지파는 느슨한 이스라엘 지파 연합에 속하였다. 당시에는 중앙정부가 존재하지 않았고, 민족적인 어려움이 닥쳤을 때에만 판관이 그들을 이끌었다.
당대 단 지파의 인물로는 판관이었던 삼손이 유명하다. 삼손의 이야기는 바다 민족중 하나인 덴옌 부족의 전설과 상당히 유사하여 단 지파와 덴옌 부족 사이에 모종의 연관성이 제기되기도 하였다. 후에 텔 단 유적 발굴조사 결과 단 지파가 에게 문명과 연관성이 있을 수 있다는 가능성이 제기되며 바다 민족과 연관되어있다는 가설이 더욱 힘을 얻었다.

### 통일이스라엘 왕국
블레셋의 공격이 심화됨에 따라 이스라엘 민족은 기원전 11세기에 강력한 중앙집권적 군주제를 형성했다. 단 지파도 여기에 합류해 사울을 초대 왕으로 추대했다. 사울이 죽은 후에도 유다를 제외한 모든 지파들은 사울의 아들이자 이스라엘의 왕위 계승자인 이스보셋에게 충성을 바쳤다. 이스보셋의 사후 단 지파는 다른 지파들과 함께 다윗을 왕으로 추대했다. 다윗의 군사들을 집계할 때 단 지파에서 "싸움을 잘하는 자"가 28,600명으로 집계되었다.

### 분열 이후
기원전 930년경 다윗의 손자 르호보암이 즉위하면서 북부 이스라엘 지파들이 독립해 북이스라엘 왕국을 세울 때 단 지파는 북이스라엘 왕국에 속하였다.
기원전 740년경 신아시리아 제국에 의해 북이스라엘 왕국이 멸망하고 백성들이 아시리아로 끌려갈 때 단 지파의 백성들 역시 끌려갔다. 이후 단 지파의 정체성은 모호해지고 사라진다.

## 후손을 자처한 이들
라이프니츠의 저작을 통해 전해지는 15세기의 라틴어 연대기에서는 데인 사람들이 단 지파의 후손이라고 말한다. 1620년 골동품 수집가인 헨리 스펠만 역시 이와 같은 주장을 펼쳤다. 노르드인과 영국인이 이스라엘 백성의 후손이라는 영국 이스라엘주의자들은 이후에도 같은 주장을 펼쳤다. 덴마크가 단 지파의 후손이 세운 국가이며, 후에 영국도 세웠다는 주장도 나타났다.
에티오피아계 유대인인 베타 이스라엘 역시 자신들이 단 지파의 후손이라고 주장한다. 이들은 자신이 쿠시 왕국으로 이주한 단 지파, 아셀 지파, 납달리 지파의 후손이라고 말한다.

## 같이 보기
- 판관기
- 사라진 열 지파